# Liuyang (stad)
Liuyang (Traditioneel: 瀏陽, Vereenvoudigd: 浏阳) is een stad en arrondissement aan de gelijknamige rivier Liuyang. De stad ligt nabij Changsha, de hoofdstad van de Chinese provincie Hunan.
Liuyang staat vooral bekend om zijn vuurwerk-fabrieken, waarvan er zo'n 400 zijn. Hier wordt ongeveer 80% van alle vuurwerk in China geproduceerd.

## Demografie
Bij de volkstelling van 2020 had de stad 886.257 inwoners, het gehele arrondissement had 1.429.384 inwoners. Er wonen bijna 300.000 Hakkanezen in Liuyang, waarvan grotendeels hun voorouders uit Meizhou kwamen.

## Cultuur
De Liuyang Ji Kong Da Dian (浏阳祭孔大典), 'Grote Ceremonie Gewijd aan Confucius', vindt zich elk jaar plaats op 28 September, de geboortedag van Confucius, wiens culturele invloed wereldwijd vanzelfsprekend voelbaar is.

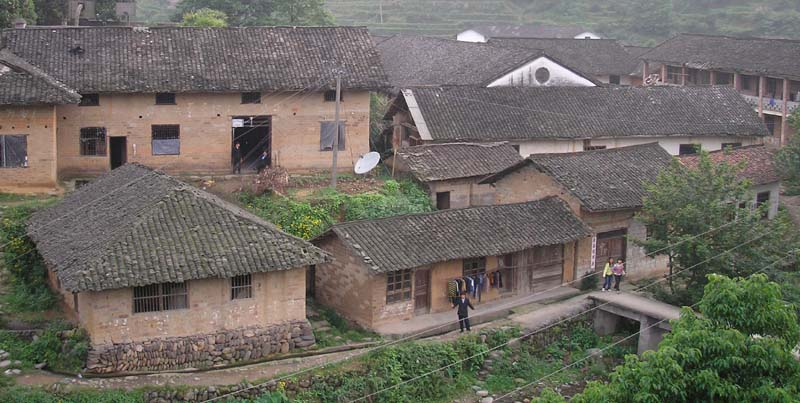
Het dorp Zhouluo (周洛风景区) in Liuyang